# Patrologia Graeca
La Patrologia Graeca ou Patrologia Graeco-Latina (plus exactement Patrologiae Cursus Completus, Series Graeca) est une collection majeure de textes antiques et médiévaux en langue grecque (avec traduction latine) contenant les écrits des Pères de l'Église et d’autres auteurs ecclésiastiques, publiée par Jacques-Paul Migne entre 1857 et 1866. Bien qu’il s’agisse uniquement de réimpressions (souvent fautives) d’éditions anciennes et de ce fait à utiliser avec précaution, les séries publiées par Migne sont toujours consultées par les chercheurs du fait de leur accessibilité (elles contiennent de nombreux textes qui n’ont pas fait l’objet d’éditions modernes).
La Patrologie Graeca est la seconde partie du Patrologiae Cursus Completus, la première partie étant la Patrologia Latina, qui contient des œuvres patristiques en latin.

## Contenu

### Pré-nicéens
- PG 1 : Clément de Rome
- PG 2 : Clément de Rome, Épître de Barnabé, pasteur d'Hermas, épître à Diognète, Testaments des douze patriarches
- PG 3-4 : Pseudo-Denys l'Aréopagite (années 400-500), Maxime le Confesseur (VIIe siècle) commentaire du Pseudo-Denys, Georges Pachymère (XIVe siècle)
- PG 5 : Ignace d'Antioche, Polycarpe, Méliton de Sardes, Papias d'Hiérapolis, Apollonius d'Éphèse, etc.
- PG 6 : Justin le Martyr, Tatien, Athénagoras d'Athènes, Théophile d'Antioche, Hermias
- PG 7 : Irénée de Lyon
- PG 8-9 : Clément d'Alexandrie
- PG 10 : Grégoire le Thaumaturge, Zéphyrin, Sextus Julius Africanus, Urbain Ier, Hippolyte de Rome, etc.
- PG 11-17 : Origène
- PG | 13 : Origène, Homélies sur Luc, etc.
- PG 18 : Méthode d'Olympe, Alexandre de Lycopolis, Pierre d'Alexandrie, Théodore de Mopsueste, etc.

### IVesiècle
- PG 19-24 : Eusèbe de Césarée
- PG 25-28 : Athanase
- PG 29-32 : Basile le Grand
- PG 33 : Cyrille de Jérusalem, Apollinaire de Laodicée, Diodore de Tarse, Pierre II d'Alexandrie, Timothée d'Alexandrie, Isaac l'ancien juif
- PG 34 : Macaire d'Égypte et Macaire d'Alexandrie
- PG 35-37 : Grégoire de Nazianze, Basile de Césarée
- PG 38 : Grégoire de Nazianze, Césaire de Nazianze
- PG 39 : Didyme l'Aveugle, Amphiloque d'Iconium, Nectaire
- PG 40 : Père égyptiens : Antoine le Grand, Pacôme, Sérapion de Thmuis, Isaias l'Abbé, Orsièse, Théodore l'Abbé. Autres : Astérios d'Amasée, Némésios, Jérôme de Stridon, Sérapion d'Antioche, Philon de Carpasia, Évagre le Pontique
- PG 41-42 : Épiphane de Salamine
- PG 43 : Épiphane de Salamine, Nonnos de Panopolis
- PG 44-46 : Grégoire de Nysse

### Vesiècle
- PG 47-64 : Jean Chrysostome
- PG 65 : Sévérien de Gabala, Théophile d'Alexandrie, Palladios d'Hélénopolis, Philostorge, Attique de Constantinople, Proclus de Constantinople, Flavien de Constantinople, Marc l'Ermite, Marc le Successeur, Marcus le Diacre
- PG 66 : Théodore de Mopsueste, Synésios, Arsène le Grand
- PG 67 : Socrate le Scolastique et Sozomène
- PG 68-76 : Cyrille d'Alexandrie
- PG 77 : Cyrille d'Alexandrie, Théodote d'Ancyre, Paul d'Émèse, Acace de Béroé, Jean d'Antioche, Memnon d'Éphèse, Acace de Mélitène, Rabbula, Firmin de Césarée, Amphiloque de Sidé
- PG 78 : Isidore de Péluse
- PG 79 : Nil du Sinaï
- PG 80-84 : Théodoret de Cyr
- PG 85 : Basile de Séleucie, Euthalios, Jean de Karpathos, Énée de Gaza, Zacharie de Mytilène, Gélase de Cyzique, Théotime, Ammonios le Moine, André de Samosate, Gennade de Constantinople, Candide, Antipater de Bostra, Dalmate de Cyzique, Timothée de Béryte, Eustathe de Béryte

### VIesiècle
- PG 86a : Presbytre Timothée de Constantinople, Jean Maxence, Théodore le Lecteur, Procope de Tyr, Théodore de Scythopolis, Timothée de Jérusalem, Théodose d'Alexandrie, Eusèbe d'Alexandrie, Eusèbe d'Émèse, Grégence de Safar, Épiphane de Constantinople, Isaac de Ninive, Barsanuphe de Palestine, Eustathe le Moine, Justinien Ier, Agapet le Diacre, Léonce de Byzance
- PG 86b : Léonce de Byzance (continuation), Éphrem d'Antioche, Paul le Silentiaire, Eutychius de Constantinople, Évagre le Scholastique, Euloge d'Alexandrie, Siméon Stylite le Jeune, Zacharie de Jérusalem, Modeste de Jérusalem, anonyme sur le siège de Jérusalem par les Perses, Jobius, Erechthius d'Antioche de Pisidie, Pierre de Laodicée

### VIIesiècle
- PG 87a-87b : Procope de Gaza
- PG 87c : Procope de Gaza, Jean Moschus, Sophrone de Jérusalem, Alexandre le Moine
- PG 88 : Cosmas Indicopleustès, Constantin le Diacre, Jean Climaque, Agathias de Myrina, Grégoire d'Antioche, Jean IV le Jeûneur, Dorothée l'Archimandrite
- PG 89 : Anastase le Sinaïte, Anastase d'Antioche, Anastase d'Euthymius, Anastase IV d'Antioche, Antiochos le Moine
- PG 90 : Maxime le Confesseur
- PG 91 : Maxime le Confesseur, Thalassios l'Abbé, Théodore de Raïthou
- PG 92 : Chronicon Paschale, Georges de Pisidie
- PG 93 : Olympiodore le Diacre, Hésychios Hiéros, Léontios de Néapolis, Léonce de Damas

### VIIIesiècle
- PG 94-95 : Jean Damascène
- PG 96 : Jean Damascène, Jean de Nicée, Jean VI de Constantinople, Jean d'Eubée
- PG 97 : Jean Malalas (VIe s.), André de Jérusalem, Élie de Crète, Théodore Abu Qurrah
- PG 98 : Germain Ier de Constantinople, Côme de Jérusalem, Grégoire d'Agrigente, anonyme Becuccianus, Pantoléon le Diacre, Adrien le Moine, Épiphanios le Diacre, Pachomios le Moine, Philotheos le Moine, Taraise de Constantinople
- PG 99 : Théodore Studite

### IXesiècle
- PG 100 : Nicéphore Ier de Constantinople, Étienne le Diacre, Grégoire de Decapolis, Christophe d'Alexandrie, Méthode Ier de Constantinople
- PG 101-103 : Photios Ier de Constantinople
- PG 104 : Photios de Constantinople, Petrus Siculus, Pierre d'Argos, Barthélemy d'Édesse
- PG 105 : Nicétas de Paphlagonie, Nicétas de Byzance, Théognoste le Moine, anonyme, Joseph l'Hymnographe

### Xesiècle
- PG 106 : Joseppus, Nicéphore le Philosophe, André de Césarée, Aréthas de Césarée, Jean Géomètre, Cosmas Vestitor, Léon le Patrice, Athanase de Corinthe, petites œuvres grecques anonymes
- PG 107 : Léon VI le Sage
- PG 108 : Théophane le Confesseur, anonyme, Leo Grammaticus, Anastase le Bibliothécaire
- PG 109 : Scriptores post Theophanem (Théophane continué ; édition de François Combefis)
- PG 110 : Georges le Moine
- PG 111 : Nicolas de Constantinople, Basile de Neai Patrai, Basile le Mineur de Césarée, Grégoire le Prêtre, Génésios, Moïse Bar Képha, Théodore Daphnopatès, Nicéphore le Prêtre, Eutychius d'Alexandrie, Georges le Moine
- PG 112 : Constantin VII Porphyrogénète
- PG 113 : Constantin VII Porphyrogénète, Nikon le Métanoéite, Théodose le Diacre
- PG 114-116 : Syméon Métaphraste
- PG 117 : Basile II, Nicéphore II Phocas, Léon le Diacre, Hippolyte de Thèbes, Jean Géorgidès, Ignace le Diacre, Nilus l'Éparque, Christophore le Protoasecrétaire, Michel Hamartolos, anonyme, Souda
- PG 118 : Œcumenios de Trikka
- PG 119 : Œcumenios de Trikka, divers auteurs (patriarches, évêques, autres) sur le Jus Canonicum Græco-Romanum

### XIesiècle
- PG 120 : anonyme sur la Vie de Nil le Jeune, Théodore d'Iconium, Léon le Prêtre, Leo Grammaticus, Jean le Prêtre, Épiphane de Jérusalem, Alexis Studite, Demetrios de Cyzique, Nicétas Chartophylax de Nicée, Michel Cérulaire, Samonas de Gaza, Léon d'Ohrid, Nicétas Pectoratus (Stethatos), Jean Mavropous, Jean VIII Xiphilin, Jean le Diacre, Syméon le Nouveau Théologien
- PG 121-122 : Georges Cédrène
- PG 123-126 : Théophylacte d'Ohrid

### XIIesiècle
- PG 127 (le vol. 127 couvre les XIe et XIIe siècles) : Nicéphore Bryenne, Constantin Manassès, Nicolas III Grammatikos, Luce VII de Grottaferrata, Nicon de Raïthou, Anastase de Césarée, Nicétas Serronius, Jacques de Coccinobaphi, Philippe le Solitaire, Job le Moine, Pietro Grossolano, Irène Doukas, Nicéphore III Botaniatès, Nicétas Seidès
- PG 128-130 : Euthyme Zigabène
- PG 131 : Euthyme Zigabène, Anne Comnène
- PG 132 : Théophane Kérameus, Nil Doxopatrès, Jean l'Oxite, Jean II Comnène, Isaac le Catholicos d'Arménie
- PG 133 : Arsène de Philotheou, Alexis Aristénos, Luc Chrysobergès, Théorien, Jean Cinnamus, Manuel Comnène, Alexis Comnène, Andronic Comnène, Théodore Prodrome
- PG 134 : Jean Zonaras
- PG 135 : Jean Zonaras, Georges II Xiphilin, Isaac II Ange, Néophyte le Prêtre, Jean Chilas, Nicolas de Méthone, Eustathe de Thessalonique
- PG 136 : Eustathe de Thessalonique, Antoine Melissa

### XIIIesiècle
- PG 137-138 : Théodore Balsamon
- PG 139 : Isidorus de Thessalonique, Nicétas de Thessalonique, Jean de Citrus, Marc III d'Alexandrie, Joël le Chroniqueur, Nicétas Choniatès
- PG 140 : Nicétas Choniatès, anonyme grec, Michel Choniatès, Théodore d'Alanie, Théodore d'Andide, Manuel Magnus le Rhéteur, Pantaléon le Diacre, Manuel Ier Karanténos, Germain II, Michel Choumnos, Théodore Lascaris, Méthode le Moine, Nicéphore II de Constantinople, Constantin Acropolite, Arsène Autorianos, Georges Acropolite, Nicéphore Choumnos, Alexandre IV, Sixte IV
- PG 141 : Jean XI Vekkos, Constantin Méliténiotès, Georges Métochitès
- PG 142 : Grégoire II de Chypre, Athanase Ier de Constantinople, Nicéphore Blemmydès

### XIVesiècle
- PG 143 : Éphrem le Chroniqueur, Théolepte de Philadelphie, Georges Pachymère
- PG 144 : Georges Pachymères, Théodore Métochitès, Matthieu Blastarès
- PG 145 : Matthieu Blastarès, Thomas Magister, Nicéphore Calliste Xanthopoulos
- PG 146 : Nicéphore Calliste Xanthopoulos
- PG 147 : Nicéphore Calliste Xanthopoulos, Calliste et Ignace Xanthopouli, Calliste de Constantinople, Calliste Télicoudès, Calliste Cataphougiota, Nicéphore le Moine, Maxime Planude
- PG 148 : Nicéphore Grégoras
- PG 149 : Nicéphore Grégoras, Nil Cabasilas, Théodore Méliténiotès, Georges Lapithe
- PG 150 : Constantin Harménopoulos, Macaire Chrysocephalos, Jean XIV Kalékas, Théophane de Nicée, Nicolas Cabasilas, Grégoire Palamas
- PG 151 : Grégoire Palamas, Grégoire Akindynos, Barlaam le Calabrais
- PG 152 : Manuel Calécas, Jean Cyparissiotès, Mathieu Cantacuzène, canons et législation synodaux et patriarcaux de divers patriarches de Constantinople (Jean XIII Glykys, Isaïe, Jean XIV Kalékas, Isidore, Calliste, Philothée Kokkinos)
- PG 153 : Jean VI Cantacuzène
- PG 154 : Jean VI Cantacuzène, Philothée de Selymbria, Démétrios Kydones, Maxime Chrysobergès

### XVesiècle
- PG 155 : Syméon de Thessalonique
- PG 156 : Manuel Chrysoloras, Jean Kananos, Manuel II Paléologue, Jean Anagnostès, Georges Sphrantzès
- PG 157 : Georges Kodinos, Michel Doukas
- PG 158 : Michel Glycas, Jean d'Adrianople, Isaïe de Chypre, Hilarion le Moine, Jean Argyropoulos, Joseph II de Constantinople, Job le Moine, Barthélemy de Jano Ord. Minorum, Nicolas Barbarus Patricius Venetus, anonyme sur la Vie de Mehmed II
- PG 159 : Laonicos Chalcondyle, Léonard de Chio, Isidore de Kiev, Joseph de Méthone
- PG 160 : Grégoire III Mammé, Gennade II Scholarios, Gémiste Pléthon, Matthieu Camariote, Marc d'Éphèse, Nicolas V
- PG 161 : Basilius Bessarion, Georges de Trébizonde, Constantin Lascaris, Théodore Gaza, Andronic Calliste
- Le volume PG 162, qui était déjà sous presse et dont le contenu avait été décrit dans les volumes d'index, disparut dans l'incendie de l'Imprimerie Catholique de Migne.